# Sinagoga de Princes Road
La sinagoga de Princes Road, ubicada en Toxteth, Liverpool, Inglaterra, es la sede de la Antigua Congregación Hebrea de Liverpool. Fue fundada a finales de la década de 1860, diseñada por William James Audsley y George Ashdown Audsley y consagrada el 2 de septiembre de 1874. Es ampliamente considerada el mejor ejemplo del estilo de arquitectura de sinagoga del Renacimiento Moro en Gran Bretaña.

## Historia
La sinagoga de Princes Road nació cuando la comunidad judía de Liverpool a finales de la década de 1860 decidió construir una nueva sinagoga, reflejando el estatus y la riqueza de la comunidad. El área de Toxteth se estaba expandiendo rápidamente a medida que los magnates de Liverpool construían opulentas mansiones. La sinagoga se encuentra en un grupo de casas de culto diseñadas para publicitar la riqueza y el estatus de los capitanes de la industria locales, un grupo que era notablemente diverso desde el punto de vista étnico, según los estándares de la Inglaterra victoriana. Inmediatamente adyacente a Princes Road se encuentran la magnífica iglesia ortodoxa griega de San Nicolás, la parroquia anglicana de Santa Margarita de Antioquía y una hermosa iglesia presbiteriana galesa de estilo gótico francés temprano.
La sinagoga fue diseñada por William James Audsley y George Ashdown Audsley, hermanos arquitectos de Edimburgo, y se construyó a un costo de £14975 8s 11d. Fue consagrada el 2 de septiembre de 1874. Meek describe el edificio como "ecléctico" y afirma que la sinagoga Princes Road ejemplifica la arquitectura ecléctica característica en la combinación armoniosa de elementos extraídos de diferentes estilos.
Las damas de la Congregación del Antiguo Hebreo de Liverpool celebraron un bazar y un almuerzo en febrero de 1874. Invitaron a importantes dignatarios y organizaron la actuación de la banda de los Coldstream Guards. El evento recaudó la entonces enorme suma de £3000 con algún cambio. Las £3000 fueron donadas a la sinagoga para la decoración del interior. En términos de hoy (2005) era una cantidad de unos £750000.
La sinagoga es un testimonio de la riqueza y la posición social de los magnates judíos del siglo XIX de Liverpool, un grupo con la riqueza y el gusto para encargar también a Max Bruch que compusiera las variaciones de Kol Nidre para violonchelo y orquesta.
Hoy en día, a la sinagoga solo se asiste los sábados por la mañana y los días festivos, aunque sigue siendo popular para bodas y celebraciones de bar mitzvah.

## Descripción
La sinagoga es de ladrillo, con ladrillos de terracota brillantes que se utilizan ampliamente para la decoración. La fachada revela el plan del edificio, una basílica con nave y pasillos. La sección central sobresale de los pasillos. Tiene un gran portal "morisco" dividido por una columna central, sobre la que se encuentra una gran ventana de rueda de estilo románico, ambas profundamente empotradas en arcos.
La sinagoga tiene una nave central con pasillos a ambos lados, separados por una arcada sostenida sobre esbeltas columnas octogonales, que también sostienen galerías sobre los pasillos. La nave tiene bóveda de cañón iluminada por ventanales de triforio. El interior se destaca por su lujosa decoración, que incluye dorado y el uso ilimitado de las mejores maderas y mármoles. H. A. Meek dice: "El que no ha visto el interior de la Sinagoga de Princes Road en Liverpool, no ha visto la gloria de Israel".

## Imágenes

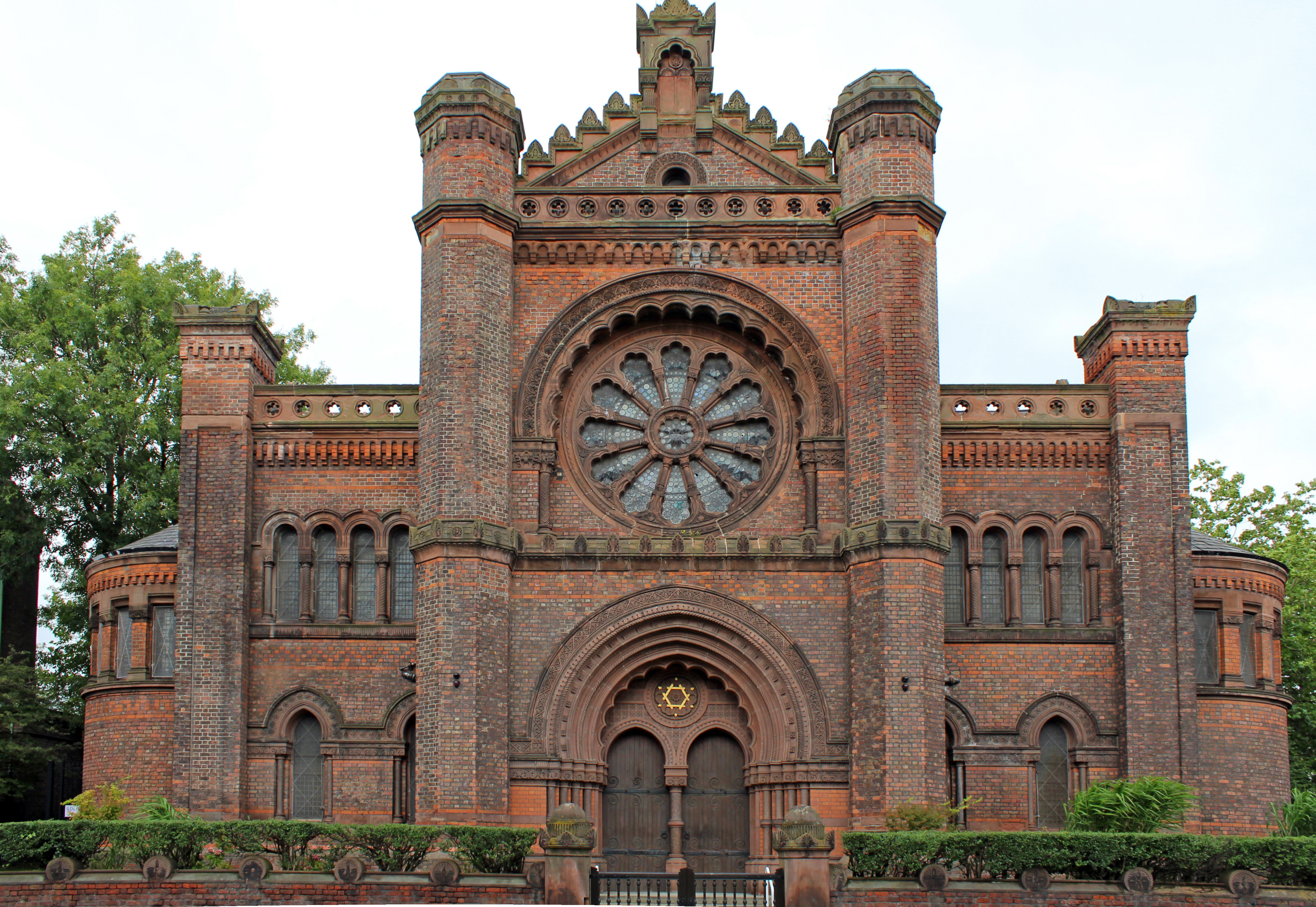
Fachada
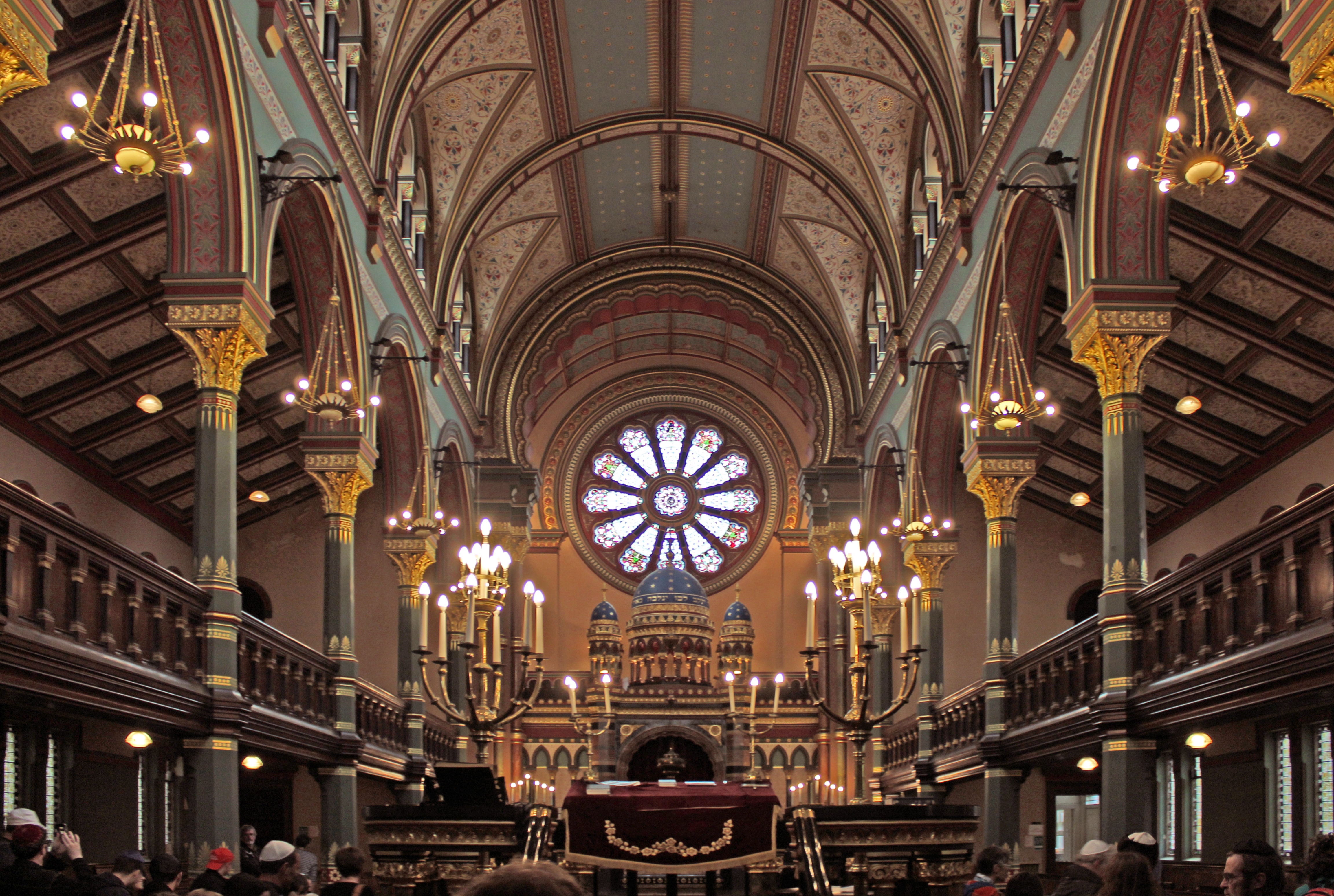
Nave mirando al este
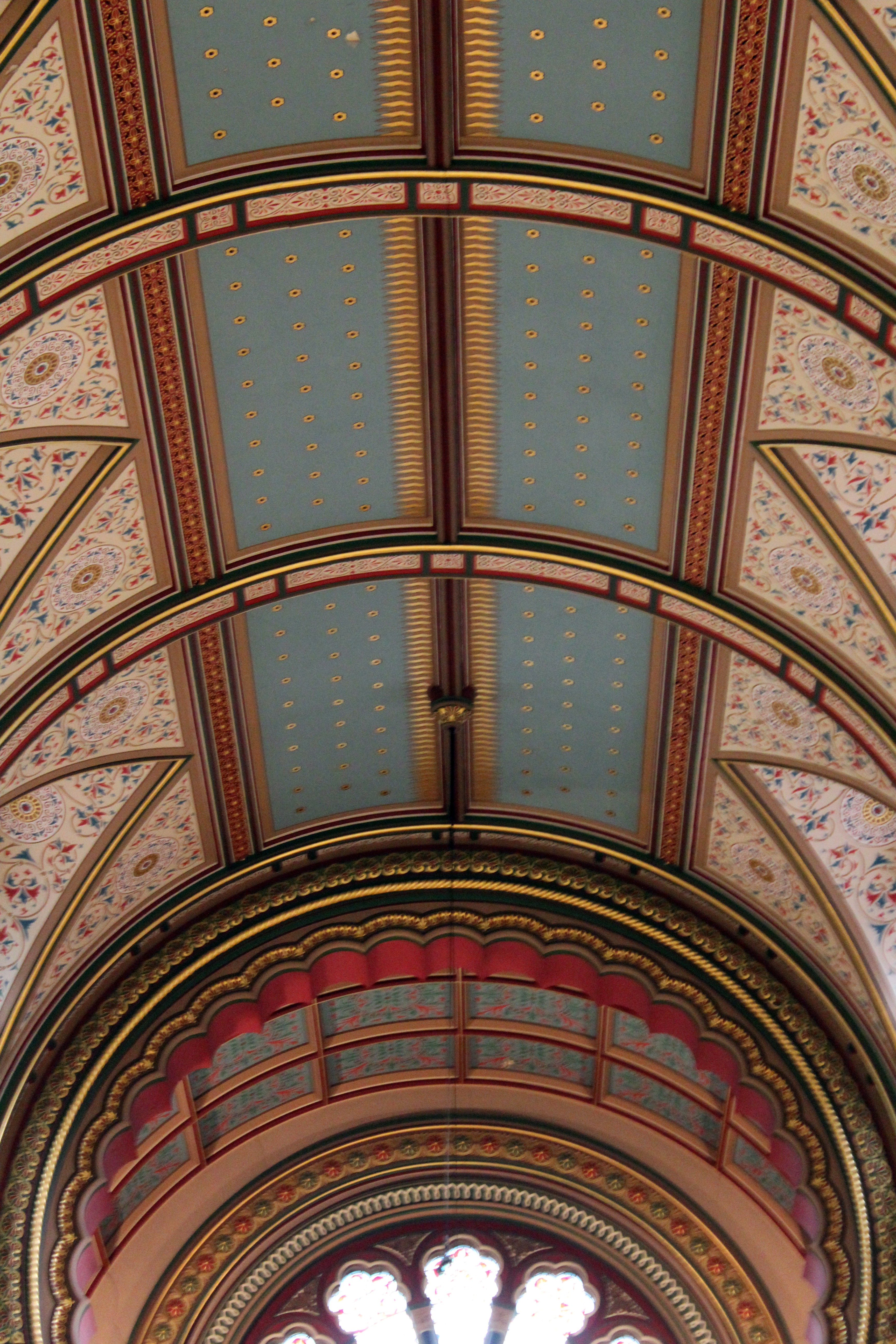
Techo
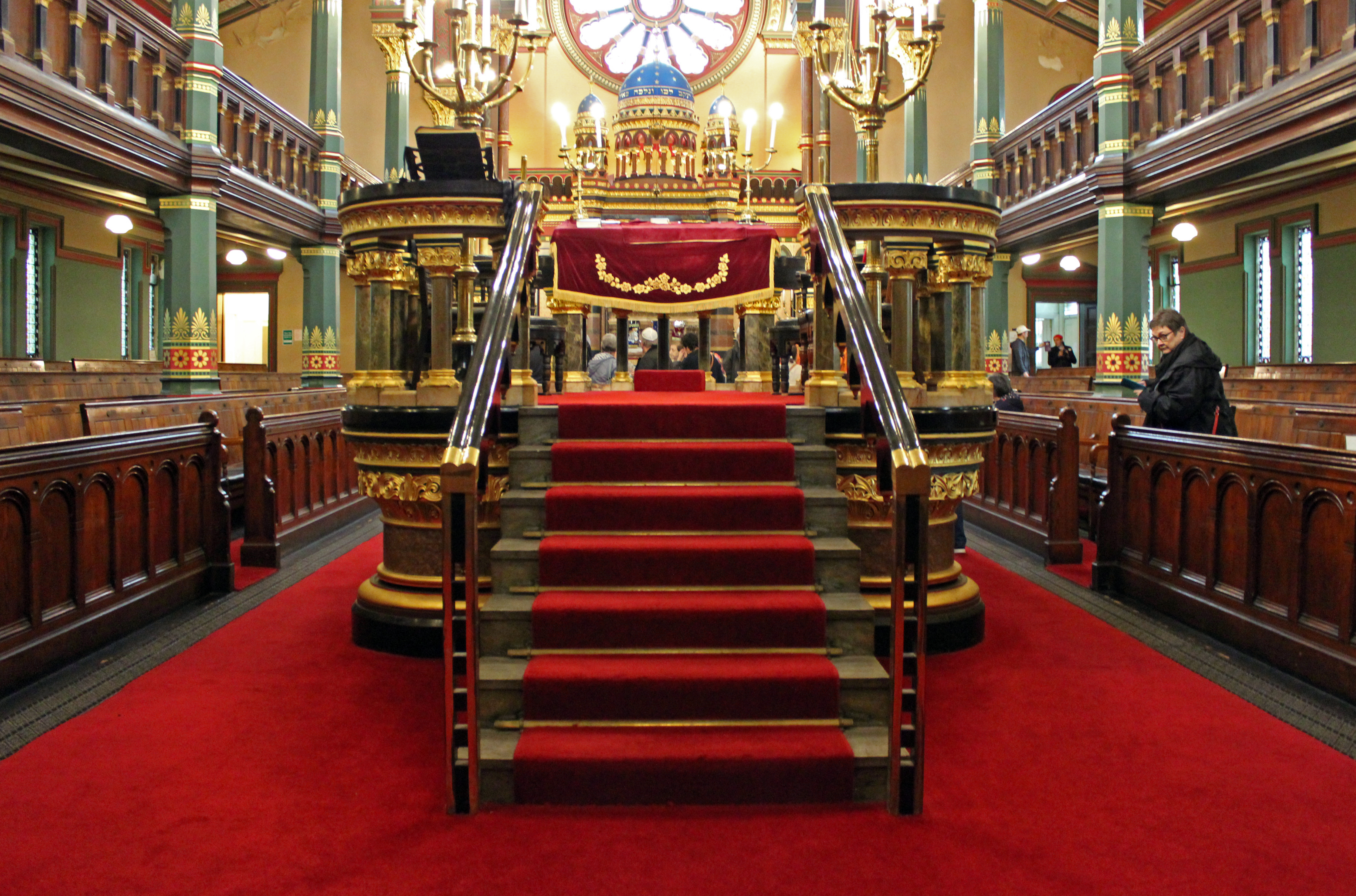
Bimah
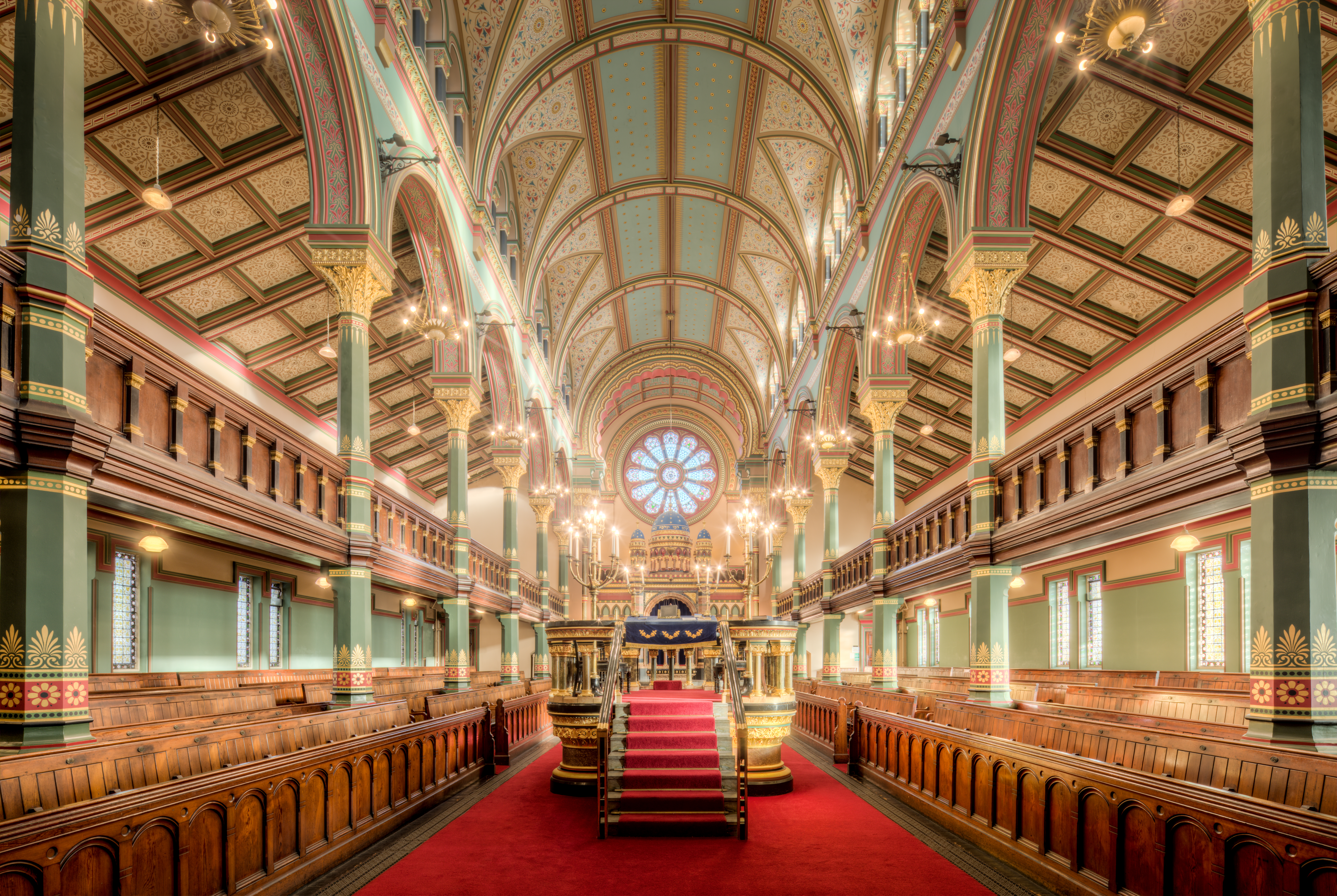
Interior
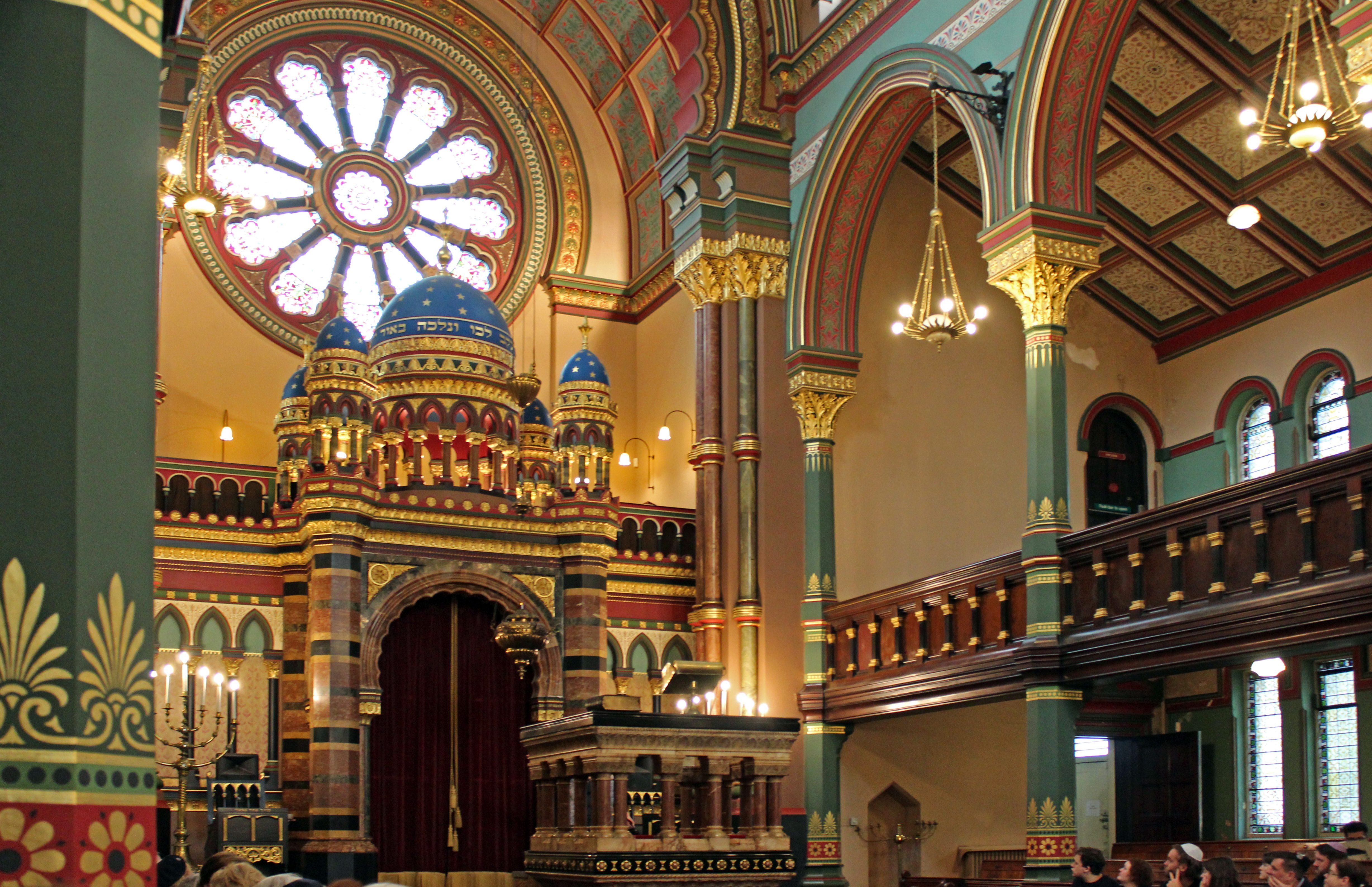
Arca de la Torah
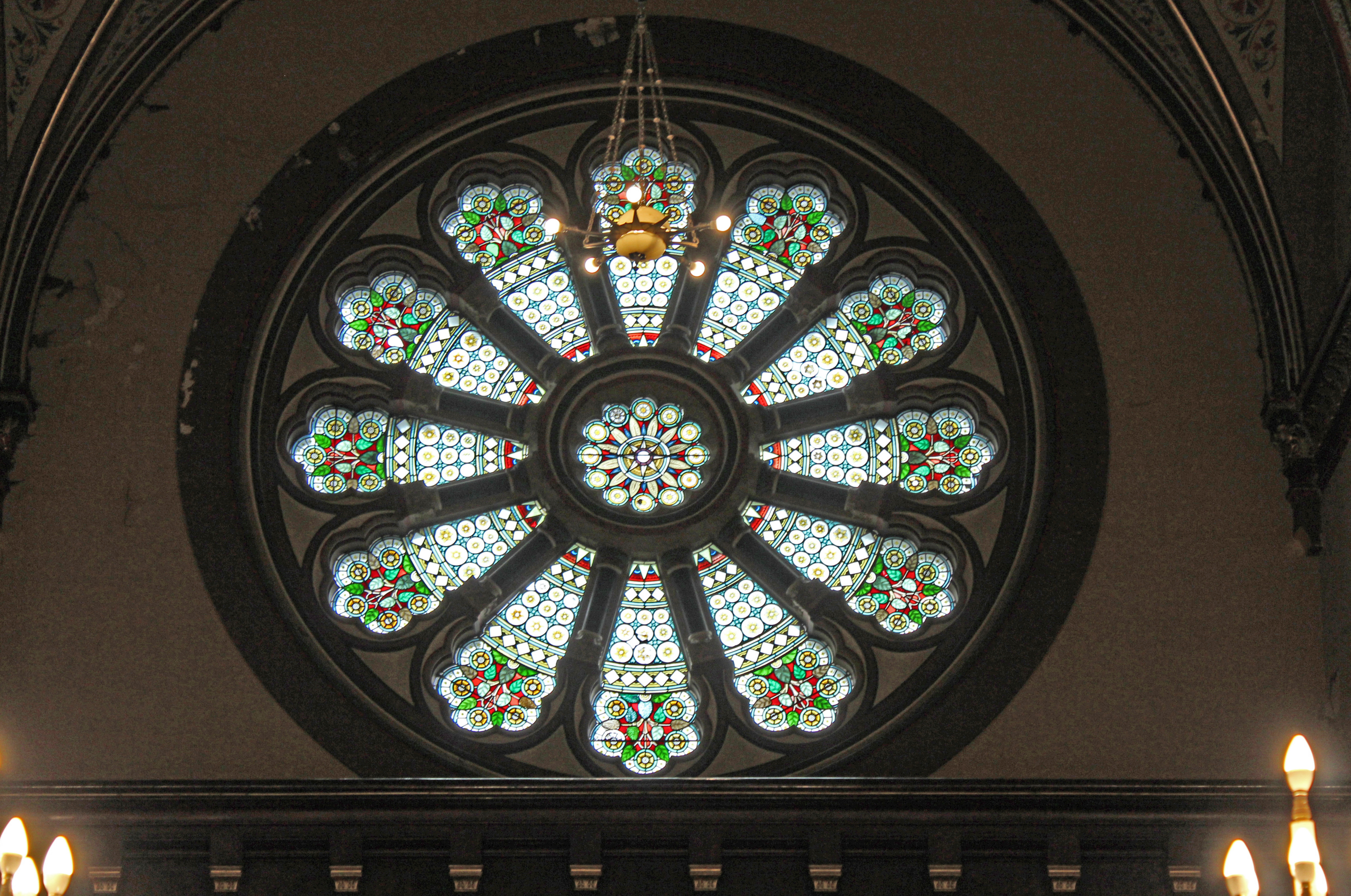
Ventana oeste